# Európai Franciaország

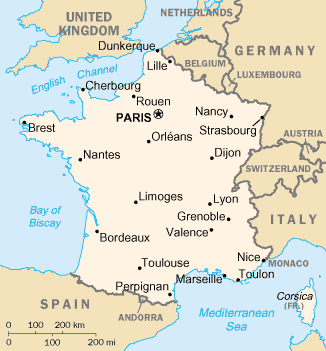
Az európai Franciaország.

Az európai Franciaország (franciául France métropolitaine vagy la Métropole) Franciaország Európában lévő része (szemben a tengerentúli megyékkel és területekkel). Nem csak Franciaország kontinentális része tartozik hozzá, hanem a közeli szigetek is az Atlanti-óceánon, a Csatornában és a Földközi-tengeren. köztük Korzika. Franciaország nem európai részének összefoglaló neve tengerentúli Franciaország: a tengerentúli régiók (départements et régions d'outre-mer vagy DROM), a tengerentúli területek (territoires d'outre-mer or TOM), a tengerentúli közösségek (collectivités d'outre-mer or COM) és Új-Kaledónia közössége (collectivité sui generis).
Az európai Franciaország és a tengerentúli Franciaország együtt alkotja a Francia Köztársaságot.
Az öt tengerentúli régió - Martinique, Guadeloupe, Réunion, Francia Guyana és Mayotte - ugyanazzal a politikai státusszal rendelkeznek, mint az európai Franciaország régiói. A francia közigazgatásban néha la France entière, azaz "a teljes Franciaország" néven említik az európai Franciaországot és az öt tengerentúli régiót, de ez nem pontos elnevezés, hiszen nincsenek benne a tengerentúli megyéknél több autonómiát birtokló tengerentúli területek és közösségek.
A tengerentúli Franciaországban gyakran nevezik úgy az európai Franciaországból jött személyt, hogy métro (a métropolitain rövidítve).

## Fordítás
Ez a szócikk részben vagy egészben  a   Metropolitan France című angol Wikipédia-szócikk ezen változatának fordításán alapul.  Az eredeti cikk szerkesztőit annak laptörténete sorolja fel. Ez a jelzés csupán a megfogalmazás eredetét és a szerzői jogokat jelzi, nem szolgál a cikkben szereplő információk forrásmegjelöléseként.